# Karl Gilg
Karl Gilg (* 20. Januar 1901 in Mankovice (Mankendorf); † 4. Dezember 1981 in Kolbermoor) war ein deutscher Schachmeister.

## Leben
Gilg erlernte Schach als Vierjähriger. Nach Ende des Ersten Weltkriegs gehörte er der deutschen Volksgruppe in der neu entstandenen Tschechoslowakei an. Von Beruf Lehrer, nahm Gilg aktiv am tschechoslowakischen Schachleben teil. Er vertrat die Tschechoslowakei bei den Schacholympiaden 1927, 1928 und 1931 und bei der inoffiziellen Schacholympiade 1936. Sein größter Erfolg mit der tschechoslowakischen Mannschaft war der dritte Platz bei der Schacholympiade 1931 in Prag. Gilg nahm an zahlreichen internationalen Turnieren teil: In Kecskemét 1927 wurde er Achter, in Semmering 1926 bezwang er Alexander Aljechin. Er ist einer der wenigen Spieler, die eine positive Bilanz gegen Aljechin aufzuweisen haben. Von den drei Partien, die beide Spieler miteinander spielten, gewann Gilg eine und hielt die beiden anderen remis. 1931 belegte er im Meisterturnier zum 19. Kongress des Sächsischen Schachbundes in Leipzig gemeinsam mit Karl Helling den geteilten ersten Platz, nachdem er ein Jahr zuvor im Meisterturnier um die Meisterschaft von Mitteldeutschland zum 18. Kongress in Zwickau hinter Karl Helling und Salo Flohr gemeinsam mit Max Blümich, Jacques Mieses und Friedrich Palitzsch Platz 3 bis 6 belegt hatte.
Nachdem die Tschechoslowakei durch das Deutsche Reich besetzt worden war, nahm Gilg 1939 an der deutschen Meisterschaft in Bad Oeynhausen teil. Er wurde Dritter hinter Erich Eliskases und Josef Lokvenc. Er wiederholte diesen Erfolg ein Jahr später, als er zusammen mit Kurt Richter geteilter Dritter wurde.
Nach Beendigung des Zweiten Weltkrieges, den Gilg als Soldat der deutschen Wehrmacht an der Front erlebte, siedelte er sich in Kolbermoor nahe Rosenheim an und fand eine Anstellung als Lehrer. Er wurde 25 Mal Meister Rosenheims und zweimal Bayerischer Meister. Bei der deutschen Meisterschaft 1951 in Düsseldorf wurde er geteilter Vierter, bei der Meisterschaft 1953 in Berlin ebenfalls. Im selben Jahr verlieh ihm die FIDE den Titel Internationaler Meister. In den Jahren 1955 und 1963 gewann er den deutschen Dähne-Pokal und nahm 1957 in der Nationalmannschaft an der Europamannschaftsmeisterschaft in Wien teil. Bis 1980 spielte er Mannschaftskämpfe für seinen Klub in Rosenheim.
Gilg publizierte einige Endspielstudien.